# WTA Finals
Le WTA Finals sono il torneo professionistico di tennis femminile che dal 1972 chiude il calendario WTA. Equivalente femminile delle ATP Finals, è considerata la rassegna più importante della stagione dopo le quattro prove del Grande Slam, cui prendono parte le prime otto tenniste della classifica WTA del singolare.

## Storia
Il torneo di fine anno ha come peculiarità quella di non avere una sede fissa. Dal momento della sua introduzione nel 1972, le Finals si sono disputate nei seguenti Paesi: Stati Uniti d'America, Germania, Spagna, Qatar, Turchia, Singapore, Cina, Messico e Arabia Saudita.
Un'altra particolarità del torneo di fine anno femminile era che dal 1984 al 1998 la finale era disputata al meglio dei cinque set, visto che le tenniste giocano sempre al meglio dei tre set. Nel 1990 la finale fra Monica Seles e Gabriela Sabatini si concluse al quinto set con la vittoria della tennista serba dopo quasi quattro ore di gioco.
Vittorie al quinto set anche nel 1995 e nel 1996 di Steffi Graf contro la connazionale Anke Huber e Martina Hingis. A partire dal 2014 il trofeo delle vincitrici del torneo di doppio è stato intitolato alla tennista Martina Navrátilová.
Il torneo si è disputato a fine stagione tennistica con regolarità dalla sua istituzione fino al 2020, anno in cui è stato cancellato a causa della pandemia di COVID-19; come conseguenza della pandemia, le restrizioni sui viaggi verso la Cina (paese che era stato originariamente scelto per ospitare le Finals fino dal 2019 al 2028) hanno causato lo spostamento di sede delle edizioni dal 2021 al 2023, fino a comportare un trasferimento definitivo a partire dal 2024 fino al 2026.

## Regolamento
Sia in singolare che in doppio, vige la formula del girone all'italiana. Vengono creati due gruppi da quattro giocatrici ciascuno, le quali si affrontano fra di loro; la vincitrice di ogni incontro guadagna un punto. Le prime due classificate di ciascun girone accedono alle semifinali incrociate, la prima di un girone contro la seconda dell'altro. A seguire le due vincitrici delle semifinali si affrontano in finale.

### Novità del 2024
Per la qualificazione nel singolare le nuove regole prevedono l'allineamento con quelle usate nelle ATP Finals. I punti sono calcolati sui migliori 18 risultati del ranking WTA dopo la 43ª settimana, bisogna aver partecipato ad almeno otto tornei di categorie WTA 500, WTA 1000 (a meno di infortuni di lungo periodo). L'ordine di qualificazione segue la classifica della Race della 43ª settimana per le prime sette, l'ottavo posto è riservato alla vincitrice di un torneo Slam dell'anno che non rientri fra i primi sette della Race, ma che sia comunque fra le posizioni 8-20. Se una delle sette qualificate si ritira, l'ottavo posto è riservato alla seconda miglior classificata, sempre fra le posizioni 8-20, che sia anch'ella vincitrice del Slam dell'anno. In mancanza di questa circostanza, l'ottavo posto andrà a chi è ottava nella Race di quella settimana. Eventuali ritiri da altri tornei non influiscono sulla qualificazione, a meno dei requisiti per i tornei di categoria superiore sopra menzionati.
Per la qualificazione nel singolare le nuove regole considerano i punti calcolati sui migliori 12 risultati del ranking doppio della WTA dopo la 43ª settimana nei tornei, ottenuti nei tornei WTA 250, WTA 500, WTA 1000 e Slam durante l'anno corrente. Nel doppio, ogni giocatrice della coppia deve aver giocato almeno sei tornei (a meno di infortuni di lungo periodo), con qualunque partner, e la coppia deve aver giocato almeno due volte insieme durante l'anno, Slam inclusi. L'ordine di qualificazione segue le stesse regole del singolare.

## Sedi
| Città             | Anni      | Stadio                               | Superficie       | Capacità |
| ----------------- | --------- | ------------------------------------ | ---------------- | -------- |
| Boca Raton        | 1972–1973 | Boca Raton Hotel & Club              | Terra verde      | –        |
| Los Angeles       | 1974–1976 | Los Angeles Sports Arena             | Sintetico indoor | 14.800   |
| New York          | 1977      | Madison Square Garden                | Sintetico indoor | 18.000   |
| Oakland           | 1978      | Oakland Arena                        | Sintetico indoor | 13.200   |
| New York          | 1979–2000 | Madison Square Garden                | Sintetico indoor | 18.000   |
| Monaco di Baviera | 2001      | Olympiahalle                         | Cemento indoor   | 12.000   |
| Los Angeles       | 2002–2005 | Staples Center                       | Cemento indoor   | 17.000   |
| Madrid            | 2006–2007 | Madrid Arena                         | Cemento indoor   | 10.500   |
| Doha              | 2008–2010 | Khalifa International Tennis Complex | Cemento          | 6.911    |
| Istanbul          | 2011–2013 | Sinan Erdem Spor Salonu              | Cemento indoor   | 16.410   |
| Singapore         | 2014–2018 | Singapore Indoor Stadium             | Cemento indoor   | 10.000   |
| Shenzhen          | 2019      | Shenzhen Bay Sports Center           | Cemento indoor   | 12.000   |
| Guadalajara       | 2021      | Panamerican Tennis Center            | Cemento          | 6.639    |
| Fort Worth        | 2022      | Dickies Arena                        | Cemento indoor   | 14.000   |
| Cancún            | 2023      | Stadio Paradisus                     | Cemento          | 4.300    |
| Riad              | 2024–2026 | King Saud University Indoor Arena    | Cemento indoor   | 10.000   |

## Albo d'oro

### Singolare
| Anno          | Campionessa                           | Finalista                             | Punteggio                             |
| ------------- | ------------------------------------- | ------------------------------------- | ------------------------------------- |
| 1972          | Chris Evert (1)                       | Kerry Melville Reid                   | 7–5, 6–4                              |
| 1973          | Chris Evert (2)                       | Nancy Richey Gunter                   | 6–3, 6–3                              |
| 1974          | Evonne Goolagong Cawley (1)           | Chris Evert                           | 6–3, 6–4                              |
| 1975          | Chris Evert (3)                       | Martina Navrátilová                   | 6–4, 6–2                              |
| 1976          | Evonne Goolagong Cawley (2)           | Chris Evert                           | 6–3, 5–7, 6–3                         |
| 1977          | Chris Evert (4)                       | Sue Barker                            | 2–6, 6–1, 6–1                         |
| 1978          | Martina Navrátilová (1)               | Evonne Goolagong Cawley               | 7–6(0), 6–4                           |
| 1979          | Martina Navrátilová (2)               | Tracy Austin                          | 6–3, 3–6, 6–2                         |
| 1980          | Tracy Austin                          | Martina Navrátilová                   | 6–2, 2–6, 6–2                         |
| 1981          | Martina Navrátilová (3)               | Andrea Jaeger                         | 6–3, 7–6(3)                           |
| 1982          | Sylvia Hanika                         | Martina Navrátilová                   | 1–6, 6–3, 6–4                         |
| 1983          | Martina Navrátilová (4)               | Chris Evert                           | 6–2, 6–0                              |
| 1984          | Martina Navrátilová (5)               | Chris Evert                           | 6–3, 7–5, 6–1                         |
| 1985          | Martina Navrátilová (6)               | Helena Suková                         | 6–3, 7–5, 6–4                         |
| 1986 (Mar.) ‡ | Martina Navrátilová (7)               | Hana Mandlíková                       | 6–2, 6–0, 3–6, 6–1                    |
| 1986 (Nov.) ‡ | Martina Navrátilová (8)               | Steffi Graf                           | 7–6(6), 6–3, 6–2                      |
| 1987          | Steffi Graf (1)                       | Gabriela Sabatini                     | 4–6, 6–4, 6–0, 6–4                    |
| 1988          | Gabriela Sabatini (1)                 | Pam Shriver                           | 7–5, 6–2, 6–2                         |
| 1989          | Steffi Graf (2)                       | Martina Navrátilová                   | 6–4, 7–5, 2–6, 6–2                    |
| 1990          | Monica Seles (1)                      | Gabriela Sabatini                     | 6–4, 5–7, 3–6, 6–4, 6–2               |
| 1991          | Monica Seles (2)                      | Martina Navrátilová                   | 6–4, 3–6, 7–5, 6–0                    |
| 1992          | Monica Seles (3)                      | Martina Navrátilová                   | 7–5, 6–3, 6–1                         |
| 1993          | Steffi Graf (3)                       | Arantxa Sánchez Vicario               | 6–1, 6–4, 3–6, 6–1                    |
| 1994          | Gabriela Sabatini (2)                 | Lindsay Davenport                     | 6–3, 6–2, 6–4                         |
| 1995          | Steffi Graf (4)                       | Anke Huber                            | 6–1, 2–6, 6–1, 4–6, 6–3               |
| 1996          | Steffi Graf (5)                       | Martina Hingis                        | 6–3, 4–6, 6–0, 4–6, 6–0               |
| 1997          | Jana Novotná                          | Mary Pierce                           | 7–6(4), 6–2, 6–3                      |
| 1998          | Martina Hingis (1)                    | Lindsay Davenport                     | 7–5, 6–4, 4–6, 6–2                    |
| 1999          | Lindsay Davenport                     | Martina Hingis                        | 6–4, 6–2                              |
| 2000          | Martina Hingis (2)                    | Monica Seles                          | 6(5)–7, 6–4, 6–4                      |
| 2001          | Serena Williams (1)                   | Lindsay Davenport                     | walkover                              |
| 2002          | Kim Clijsters (1)                     | Serena Williams                       | 7–5, 6–3                              |
| 2003          | Kim Clijsters (2)                     | Amélie Mauresmo                       | 6–2, 6–0                              |
| 2004          | Marija Šarapova                       | Serena Williams                       | 4–6, 6–2, 6–4                         |
| 2005          | Amélie Mauresmo                       | Mary Pierce                           | 5–7, 7–6(3), 6–4                      |
| 2006          | Justine Henin (1)                     | Amélie Mauresmo                       | 6–4, 6–3                              |
| 2007          | Justine Henin (2)                     | Marija Šarapova                       | 5–7, 7–5, 6–3                         |
| 2008          | Venus Williams                        | Vera Zvonarëva                        | 6(5)–7, 6–0, 6–2                      |
| 2009          | Serena Williams (2)                   | Venus Williams                        | 6–2, 7–6(4)                           |
| 2010          | Kim Clijsters (3)                     | Caroline Wozniacki                    | 6–3, 5–7, 6–3                         |
| 2011          | Petra Kvitová                         | Viktoryja Azaranka                    | 7–5, 4–6, 6–3                         |
| 2012          | Serena Williams (3)                   | Marija Šarapova                       | 6–4, 6–3                              |
| 2013          | Serena Williams (4)                   | Li Na                                 | 2–6, 6–3, 6–0                         |
| 2014          | Serena Williams (5)                   | Simona Halep                          | 6–3, 6–0                              |
| 2015          | Agnieszka Radwańska                   | Petra Kvitová                         | 6–2, 4–6, 6–3                         |
| 2016          | Dominika Cibulková                    | Angelique Kerber                      | 6–3, 6–4                              |
| 2017          | Caroline Wozniacki                    | Venus Williams                        | 6–4, 6–4                              |
| 2018          | Elina Svitolina                       | Sloane Stephens                       | 3–6, 6–2, 6–2                         |
| 2019          | Ashleigh Barty                        | Elina Svitolina                       | 6–4, 6–3                              |
| 2020          | Annullato per pandemia di Coronavirus | Annullato per pandemia di Coronavirus | Annullato per pandemia di Coronavirus |
| 2021          | Garbiñe Muguruza                      | Anett Kontaveit                       | 6–3, 7–5                              |
| 2022          | Caroline Garcia                       | Aryna Sabalenka                       | 7–6(4), 6–4                           |
| 2023          | Iga Świątek                           | Jessica Pegula                        | 6–1, 6–0                              |
| 2024          | Coco Gauff                            | Zheng Qinwen                          | 3–6, 6–4, 7–6(2)                      |

‡ Duplice edizione dovuta al cambio di programmazione nel calendario di fine stagione.

### Doppio
| Anno          | Campionesse                                  | Finaliste                              | Punteggio                             |
| ------------- | -------------------------------------------- | -------------------------------------- | ------------------------------------- |
| 1972          | Doppio non disputato                         | Doppio non disputato                   | Doppio non disputato                  |
| 1973          | Rosemary Casals (1) Margaret Court (1)       | Françoise Dürr Betty Stöve             | 6–2, 6–4                              |
| 1974          | Rosemary Casals (1) Billie Jean King (1)     | Françoise Dürr Betty Stöve             | 6–1, 6(2)–7, 7–5                      |
| 1975          | Margaret Court (2) Virginia Wade (1)         | Rosemary Casals Billie Jean King       | 6(2)–7, 7–6(2), 6–2                   |
| 1976          | Billie Jean King (2) Betty Stöve (1)         | Mona Guerrant Ann Kiyomura             | 6–3, 6–2                              |
| 1977          | Martina Navrátilová (1) Betty Stöve (2)      | Françoise Dürr Virginia Wade           | 7–5, 6–3                              |
| 1978          | Billie Jean King (3) Martina Navrátilová (2) | Françoise Dürr Virginia Wade           | 6–4, 6–4                              |
| 1979          | Françoise Dürr Betty Stöve (3)               | Sue Barker Ann Kiyomura                | 7–6, 7–6                              |
| 1980          | Billie Jean King (4) Martina Navrátilová (3) | Rosemary Casals Wendy Turnbull         | 6–3, 4–6, 6–3                         |
| 1981          | Martina Navrátilová (4) Pam Shriver (1)      | Barbara Potter Sharon Walsh            | 6–0, 7–6(6)                           |
| 1982          | Martina Navrátilová (5) Pam Shriver (2)      | Kathy Jordan Anne Smith                | 6–4, 6–3                              |
| 1983          | Martina Navrátilová (6) Pam Shriver (3)      | Claudia Kohde Kilsch Eva Pfaff         | 7–5, 6–2                              |
| 1984          | Martina Navrátilová (7) Pam Shriver (4)      | Jo Durie Ann Kiyomura                  | 6–3, 6–1                              |
| 1985          | Martina Navrátilová (8) Pam Shriver (5)      | Claudia Kohde Kilsch Helena Suková     | 6(4)–7, 6–4, 7–6(5)                   |
| 1986 (Mar.) ‡ | Hana Mandlíková Wendy Turnbull               | Claudia Kohde Kilsch Helena Suková     | 6–4, 6(4)–7, 6–3                      |
| 1986 (Nov.) ‡ | Martina Navrátilová (9) Pam Shriver (6)      | Claudia Kohde Kilsch Helena Suková     | 1–6, 6–1, 6–1                         |
| 1987          | Martina Navrátilová (10) Pam Shriver (7)     | Claudia Kohde Kilsch Helena Suková     | 6–1, 6–1                              |
| 1988          | Martina Navrátilová (11) Pam Shriver (8)     | Larisa Neiland Nataša Zvereva          | 6–3, 6–4                              |
| 1989          | Martina Navrátilová (12) Pam Shriver (9)     | Larisa Neiland Nataša Zvereva          | 6–3, 6–2                              |
| 1990          | Kathy Jordan Elizabeth Smylie                | Mercedes Paz Arantxa Sánchez Vicario   | 7–6(4), 6–4                           |
| 1991          | Martina Navrátilová (13) Pam Shriver (10)    | Gigi Fernández Jana Novotná            | 4–6, 7–5, 6–4                         |
| 1992          | Arantxa Sánchez Vicario (1) Helena Suková    | Jana Novotná Larisa Neiland            | 7–6(4), 6–1                           |
| 1993          | Gigi Fernández (1) Nataša Zvereva (1)        | Jana Novotná Larisa Neiland            | 6–3, 7–5                              |
| 1994          | Gigi Fernández (2) Nataša Zvereva (2)        | Jana Novotná Arantxa Sánchez Vicario   | 6–3, 6(4)–7, 6–3                      |
| 1995          | Jana Novotná (1) Arantxa Sánchez Vicario (2) | Gigi Fernández Nataša Zvereva          | 6–2, 6–1                              |
| 1996          | Lindsay Davenport (1) Mary Joe Fernández     | Jana Novotná Arantxa Sánchez Vicario   | 6–3, 6–2                              |
| 1997          | Lindsay Davenport (2) Jana Novotná (2)       | Alexandra Fusai Nathalie Tauziat       | 6(5)–7, 6–3, 6–2                      |
| 1998          | Lindsay Davenport (3) Nataša Zvereva (3)     | Alexandra Fusai Nathalie Tauziat       | 6(6)–7, 7–5, 6–3                      |
| 1999          | Martina Hingis (1) Anna Kurnikova (1)        | Arantxa Sánchez Vicario Larisa Neiland | 6–4, 6–4                              |
| 2000          | Martina Hingis (2) Anna Kurnikova (2)        | Nicole Arendt Manon Bollegraf          | 6–2, 6–3                              |
| 2001          | Lisa Raymond (1) Rennae Stubbs               | Cara Black Elena Lichovceva            | 7–5, 3–6, 6–3                         |
| 2002          | Elena Dement'eva Janette Husárová            | Cara Black Elena Lichovceva            | 4–6, 6–4, 6–3                         |
| 2003          | Virginia Ruano Pascual Paola Suárez          | Kim Clijsters Ai Sugiyama              | 6–4, 3–6, 6–3                         |
| 2004          | Nadia Petrova Meghann Shaughnessy            | Cara Black Rennae Stubbs               | 7–5, 6–2                              |
| 2005          | Lisa Raymond (2) Samantha Stosur (1)         | Cara Black Rennae Stubbs               | 6(5)–7, 7–5, 6–4                      |
| 2006          | Lisa Raymond (3) Samantha Stosur (2)         | Cara Black Rennae Stubbs               | 3–6, 6–3, 6–3                         |
| 2007          | Cara Black (1) Liezel Huber (1)              | Katarina Srebotnik Ai Sugiyama         | 5–7, 6–3, [10–8]                      |
| 2008          | Cara Black (2) Liezel Huber (2)              | Květa Peschke Rennae Stubbs            | 6–1, 7–5                              |
| 2009          | Nuria Llagostera María José Martínez Sánchez | Cara Black Liezel Huber                | 7–6(0), 7–5, [10–7]                   |
| 2010          | Flavia Pennetta Gisela Dulko                 | Květa Peschke Katarina Srebotnik       | 7–5, 6–4                              |
| 2011          | Liezel Huber (3) Lisa Raymond (4)            | Květa Peschke Katarina Srebotnik       | 6–4, 6–4                              |
| 2012          | Marija Kirilenko Nadia Petrova               | Andrea Hlaváčková Lucie Hradecká       | 6–1, 6–4                              |
| 2013          | Peng Shuai Hsieh Su-wei                      | Elena Vesnina Ekaterina Makarova       | 6–4, 7–5                              |
| 2014          | Cara Black (3) Sania Mirza (1)               | Peng Shuai Hsieh Su-wei                | 6–1, 6–0                              |
| 2015          | Martina Hingis (3) Sania Mirza (2)           | Garbiñe Muguruza Carla Suárez Navarro  | 6–0, 6–3                              |
| 2016          | Ekaterina Makarova Elena Vesnina             | Bethanie Mattek-Sands Lucie Šafářová   | 7–6(5), 6–3                           |
| 2017          | Tímea Babos (1) Andrea Hlaváčková            | Kiki Bertens Johanna Larsson           | 4–6, 6–4, [10–5]                      |
| 2018          | Tímea Babos (2) Kristina Mladenovic (1)      | Barbora Krejčíková Kateřina Siniaková  | 6–4, 7–5                              |
| 2019          | Tímea Babos (3) Kristina Mladenovic (2)      | Barbora Strýcová Hsieh Su-wei          | 6–1, 6–3                              |
| 2020          | Annullato per pandemia di Coronavirus        | Annullato per pandemia di Coronavirus  | Annullato per pandemia di Coronavirus |
| 2021          | Barbora Krejčíková Kateřina Siniaková        | Hsieh Su-wei Elise Mertens             | 6–3, 6–4                              |
| 2022          | Veronika Kudermetova Elise Mertens           | Barbora Krejčíková Kateřina Siniaková  | 6–2, 4–6, [11–9]                      |
| 2023          | Laura Siegemund Vera Zvonarëva               | Nicole Melichar-Martinez Ellen Perez   | 6–4, 6–4                              |
| 2024          | Gabriela Dabrowski Erin Routliffe            | Kateřina Siniaková Taylor Townsend     | 7–5, 6–3                              |

‡ Duplice edizione dovuta al cambio di programmazione nel calendario di fine stagione.

## Statistiche

### Classifica vittorie/finali per giocatrici

#### Singolare
| Giocatore               | Totale vittorie | Totale finali | Anno (i)                                                                                         |
| ----------------------- | --------------- | ------------- | ------------------------------------------------------------------------------------------------ |
| / Martina Navrátilová   | 8               | 14            | 1975, 1978, 1979, 1980, 1981, 1982, 1983, 1984, 1985, 1986 (mar.), 1986 (nov.), 1989, 1991, 1992 |
| Serena Williams         | 5               | 7             | 2001, 2002, 2004, 2009, 2012, 2013, 2014                                                         |
| Steffi Graf             | 5               | 6             | 1986 (nov.), 1987, 1989, 1993, 1995, 1996                                                        |
| Chris Evert             | 4               | 8             | 1972, 1973, 1974, 1975, 1976, 1977, 1983, 1984                                                   |
| / Monica Seles          | 3               | 4             | 1990, 1991, 1992, 2000                                                                           |
| Kim Clijsters           | 3               | 3             | 2002, 2003, 2010                                                                                 |
| Gabriela Sabatini       | 2               | 4             | 1987, 1988, 1990, 1994                                                                           |
| Martina Hingis          | 2               | 4             | 1996, 1998, 1999, 2000                                                                           |
| Evonne Goolagong Cawley | 2               | 3             | 1974, 1976, 1978                                                                                 |
| Justine Henin           | 2               | 2             | 2006, 2007                                                                                       |
| Lindsay Davenport       | 1               | 4             | 1994, 1998, 1999, 2001                                                                           |
| Marija Šarapova         | 1               | 3             | 2004, 2007, 2012                                                                                 |
| Amélie Mauresmo         | 1               | 3             | 2003, 2005, 2006                                                                                 |
| Venus Williams          | 1               | 3             | 2008, 2009, 2017                                                                                 |
| Tracy Austin            | 1               | 2             | 1979, 1980                                                                                       |
| Petra Kvitová           | 1               | 2             | 2011, 2015                                                                                       |
| Caroline Wozniacki      | 1               | 2             | 2010, 2017                                                                                       |
| Elina Svitolina         | 1               | 2             | 2018, 2019                                                                                       |
| Sylvia Hanika           | 1               | 1             | 1982                                                                                             |
| Jana Novotná            | 1               | 1             | 1997                                                                                             |
| Agnieszka Radwańska     | 1               | 1             | 2015                                                                                             |
| Dominika Cibulková      | 1               | 1             | 2016                                                                                             |
| Ashleigh Barty          | 1               | 1             | 2019                                                                                             |
| Garbiñe Muguruza        | 1               | 1             | 2021                                                                                             |
| Caroline Garcia         | 1               | 1             | 2022                                                                                             |
| Iga Świątek             | 1               | 1             | 2023                                                                                             |
| Coco Gauff              | 1               | 1             | 2024                                                                                             |
| Mary Pierce             | 0               | 2             | 1997, 2005                                                                                       |
| Kerry Melville Reid     | 0               | 1             | 1972                                                                                             |
| Nancy Richey Gunter     | 0               | 1             | 1973                                                                                             |
| Sue Barker              | 0               | 1             | 1977                                                                                             |
| Andrea Jaeger           | 0               | 1             | 1981                                                                                             |
| Helena Suková           | 0               | 1             | 1985                                                                                             |
| Hana Mandlíková         | 0               | 1             | 1986 (mar.)                                                                                      |
| Pam Shriver             | 0               | 1             | 1988                                                                                             |
| Arantxa Sánchez Vicario | 0               | 1             | 1993                                                                                             |
| Anke Huber              | 0               | 1             | 1995                                                                                             |
| Vera Zvonarëva          | 0               | 1             | 2008                                                                                             |
| Viktoryja Azaranka      | 0               | 1             | 2011                                                                                             |
| Li Na                   | 0               | 1             | 2013                                                                                             |
| Simona Halep            | 0               | 1             | 2014                                                                                             |
| Angelique Kerber        | 0               | 1             | 2016                                                                                             |
| Sloane Stephens         | 0               | 1             | 2018                                                                                             |
| Anett Kontaveit         | 0               | 1             | 2021                                                                                             |
| Aryna Sabalenka         | 0               | 1             | 2022                                                                                             |
| Jessica Pegula          | 0               | 1             | 2023                                                                                             |
| Zheng Qinwen            | 0               | 1             | 2024                                                                                             |

- In grassetto vengono riportate le finali vinte.

### Classifica vittorie per nazioni

#### Singolare
| Nazione         | Totale | Anni |
| --------------- | ------ | --- |
| Stati Uniti     | 21     | 1972, 1973, 1975, 1977, 1978, 1979, 1980, 1981, 1983, 1984, 1985, 1986 (mar.), 1986 (nov.), 1999, 2001, 2008, 2009, 2012, 2013, 2014, 2024 |
| Germania        | 6      | 1982, 1987, 1989, 1993, 1995, 1996 |
| Belgio          | 5      | 2002, 2003, 2006, 2007, 2010 |
| Australia       | 3      | 1974, 1976, 2019 |
| Yugoslavia      | 3      | 1990, 1991, 1992 |
| Repubblica Ceca | 2      | 1997, 2011 |
| Argentina       | 2      | 1988, 1994 |
| Svizzera        | 2      | 1998, 2000 |
| Francia         | 2      | 2005, 2022 |
| Polonia         | 2      | 2015, 2023 |
| Russia          | 1      | 2004 |
| Slovacchia      | 1      | 2016 |
| Danimarca       | 1      | 2017 |
| Ucraina         | 1      | 2018 |
| Spagna          | 1      | 2021 |